# Charles Costa de Beauregard
Charles-Albert Costa de Beauregard (La Motte-Servolex, Savoie 24. maj 1835 – Paris, 15. februar 1909) var en fransk historiker og politiker. Han kæmpede også i den Den fransk-preussiske krig. Hans vigtigste værker var en trilogi om kong Karl Albert af Sardinien samt et historisk værk omhandlende fyrstehuset Savoie.